# Enquanto Somos Jovens
Enquanto Somos Jovens (ou While We're Young, no original em inglês) é um filme de comédia dramática estado-unidense escrito, produzido e realizado por Noah Baumbach. O filme estrelou Ben Stiller, Naomi Watts, Adam Driver, e Amanda Seyfried; seu enredo segue um cineasta e sua esposa de Nova Iorque, um casal na faixa dos 40, que desenvolvem uma amizade com um casal na faixa dos 20 anos. Foi visto no 39º Festival Internacional de Cinema de Toronto em 6 de setembro de 2014. O filme foi exibido nos cinemas norte-americanos em 27 de março de 2015. O filme foi lançado nos cinemas portugueses em 10 de junho de 2015, e nos cinemas brasileiros, o filme foi exibido em 18 de junho do mesmo ano.

## Sinopse
O casal de meia-idade Josh e Cornelia Srebnick tem um relacionamento instável enquanto moravam na cidade de Nova York. Josh está lutando na pós-produção de seu documentário sobre o intelectual de esquerda Ira Mandelstam. Seu documentário anterior sobre o complexo militar-industrial, intitulado The Power Elite, foi baseado na teoria sociológica de C. Wright Mills. Depois de terminar uma palestra na faculdade onde trabalha, Josh é abordado por Jamie e Darby Massey, um jovem casal que o convida para jantar fora com Cornelia. Jamie afirma ser fã de suas obras e das obras de seu sogro, o documentarista Leslie Breitbart. Josh fica imediatamente pasmo com a visão não conservadora de Jamie e Darby sobre a vida, e ele e Cornelia começam a passar um tempo com eles e se juntar às atividades deles.
Ele próprio aspirante a cineasta, Jamie conversa com Josh sobre seus projetos, incluindo o próprio documentário de Josh. Isso inspira Jamie a fazer um filme sobre como se conectar com um velho amigo do colégio que ele encontrou no Facebook. Jamie e Darby convidam Josh e Cornelia para uma cerimônia de ayahuasca onde uma alucinante Cornelia beija Jamie enquanto Jamie recebe a aprovação de Josh para ajudar na produção de seu filme. Mais tarde, Cornelia concorda em ajudar na produção do filme. Jamie e Josh conseguem encontrar o velho amigo, Kent Arlington, que está no hospital após tentar tirar a própria vida. Josh e Jamie descobrem que Kent estava envolvido em um massacre durante uma turnê do Exército no Afeganistão, criando uma história ainda maior para o filme de Jamie.
Ao lançar seu próprio filme, Josh fica consternado quando não consegue contratar um potencial investidor de fundo de cobertura com o conceito de seu documentário intelectual. Josh procura Leslie para uma segunda opinião. Quando as críticas e sugestões de Leslie são derrubadas por Josh, os dois entram em uma discussão sobre a incapacidade de Josh e Cornelia de ter filhos, bem como Josh se autodenomina uma decepção aos olhos de seu sogro. Josh então vai a uma festa para a exibição do filme de Jamie, que é vista de forma muito mais positiva por Leslie e o investidor do fundo de cobertura. Ciumento Josh discute com Cornelia sobre o sucesso de Jamie, e eles se separam. Josh se encontra com Darby, que está ficando cansada da atitude cada vez mais egocêntrica de Jamie e conta a ele sobre Cornelia beijando Jamie. Josh confronta Cornelia na manhã seguinte e denuncia Jamie.
Enquanto se junta a seu editor no corte de seu filme, Josh encontra cenas para o filme de Jamie, encontrando evidências que sugerem que seu encontro com Kent foi realmente encenado. Ao encontrá-lo, Kent revela que ele era realmente amigo de Darby, não de Jamie, e que ele foi contatado por Jamie semanas antes de suas filmagens. Capturando sua confissão para as câmeras, Josh vai até Jamie e Darby para confrontá-lo apenas para descobrir que uma Darby farta está se mudando e que Jamie está em um tributo em homenagem a Leslie no Jazz at Lincoln Center.
Josh confronta Jamie em particular no evento, admoestando-o por comprometer a verdade e genuinidade de sua história para fins dramáticos. Quando Josh força Jamie a admitir na frente de Leslie, ele se desculpa, dizendo que é uma boa história, independentemente da invenção. Isso deixa Josh furioso, mas não antes de admitir que Leslie estava certa sobre mudar seu filme. Lá fora, Josh e Cornelia se reconciliam.
Um ano depois, Josh e Cornelia estão indo para o aeroporto para adotar um bebê do Haiti. Josh encontra um artigo em uma revista que elogia Jamie como um gênio do cinema, que Cornelia e Josh admitem: "Ele não é mau, ele é apenas jovem", Eles então observam uma criança no portão brincando com um iPhone, estudando-o como se insinuando que mais uma geração com ética e moral díspares está se aproximando.

## Elenco
- Ben Stiller – Josh Srebnick
- Naomi Watts – Cornelia Srebnick (nascida Breitbart)
- Adam Driver – Jamie Massey
- Amanda Seyfried – Darby Massey
- Charles Grodin – Leslie Breitbart
- Adam Horovitz – Fletcher
- Maria Dizzia – Marina
- Dree Hemingway – Tipper
- Brady Corbet – Kent Arlington
- Matthew Maher – Tim
- Ryan Serhant – Hedge Fund Dave
- Peter Yarrow – Ira Mandelstam
- Matthew Shear – Benny
- James Saito – Dr. Nagato

Peter Bogdanovich aparece como MC em um evento que celebra Leslie Breitbart, e Greta Lee dá voz a um entrevistadora do Festival Sundance de Cinema.

## Produção

### Filmagem
As gravações aconteceram na cidade de Nova Iorque, em 17 de setembro de 2013.

### Música
A banda sonora cinematográfica foi composta por James Murphy.
1. "Golden Years" – James Murphy
2. "Concerto for Lute, 2 Violins and Continuo in D, RV. 93" – Antonio Vivaldi
3. "All Night Long (All Night)"– Lionel Richie
4. "Buggin' Out" – A Tribe Called Quest
5. "The Ghost in You" – The Psychedelic Furs
6. "The Inch Worm" – Danny Kaye
7. "Only the Stars Above Welcome Me Home" – James Murphy
8. "Falling (Duke Dumont Remix)" – Haim
9. "Eye of the Tiger" – Survivor
10. "Andante du Concerto Pour Flautino en ut Majeur" (da banda sonora do filme L'enfant sauvage) – Antonio Vivaldi
11. "Waiting for a Girl Like You" – Foreigner
12. "Nineteen Hundred and Eighty-Five" – Paul McCartney & Wings
13. "We Used to Dance" – James Murphy
14. "Golden Years" – David Bowie

## Lançamento
O filme teve sua estreia no Festival Internacional de Cinema de Toronto em 6 de setembro de 2014. Em Portugal, o filme foi exibido em 10 de junho de 2015, sob a distribuição da NOS Lusomundo Audiovisuais. No Brasil, o filme foi lançado em 18 de junho de 2015, sob a distribuição da Mares Filmes.

### Bilheteira
Nos Estados Unidos, inicialmente o filme teve seu lançamento limitado em 27 de março de 2015, arrecadando um total de US$ 227 688, e ficando na vigésima quarta posição da bilheteira no fim de semana. Em 17 de abril, o lançamento do filme foi expandindo-se, arrecadando US$ 1 438 384, e ficando na décima segunda posição.
Em 28 de junho, o filme arrecadou US$ 7 587 485 no mercado interno, mais do que todos os filmes anteriores de Baumbach nas bilheterias dos Estados Unidos, e US$ 9 699 824 no estrangeiro, arrecadando um total mundial de US$ 17 287 309.